# Анциферовская улица
Анци́феровская у́лица — улица в городе Пушкин (Пушкинский район Санкт-Петербурга). Проходит от Садовой улицы до Анненского бульвара (фактически до Державинской улицы).
Название было присвоено 28 августа 2013 года в честь историка, культуролога и краеведа Н. П. Анциферова.
Первые дома вдоль Анциферовской улицы — почти вся южная (чётная) сторона — были введены в эксплуатацию осенью 2014 года. Их в рамках проекта жилого комплекса «Александровский» возвело ЗАО «Пушкин». Эта же компания проложила и саму Анциферовскую улицу. Движение по ней открыли в октябре 2014 года. Срединная часть Анциферовской улицы — 200 метров — представляет собой бульвар.
В сентябре 2016 года Анциферовскую улицу продлили до Державинской улицы на 170 метров. На участке между Камероновской и Державинской улицами создан сквер.